# ニンフオック県

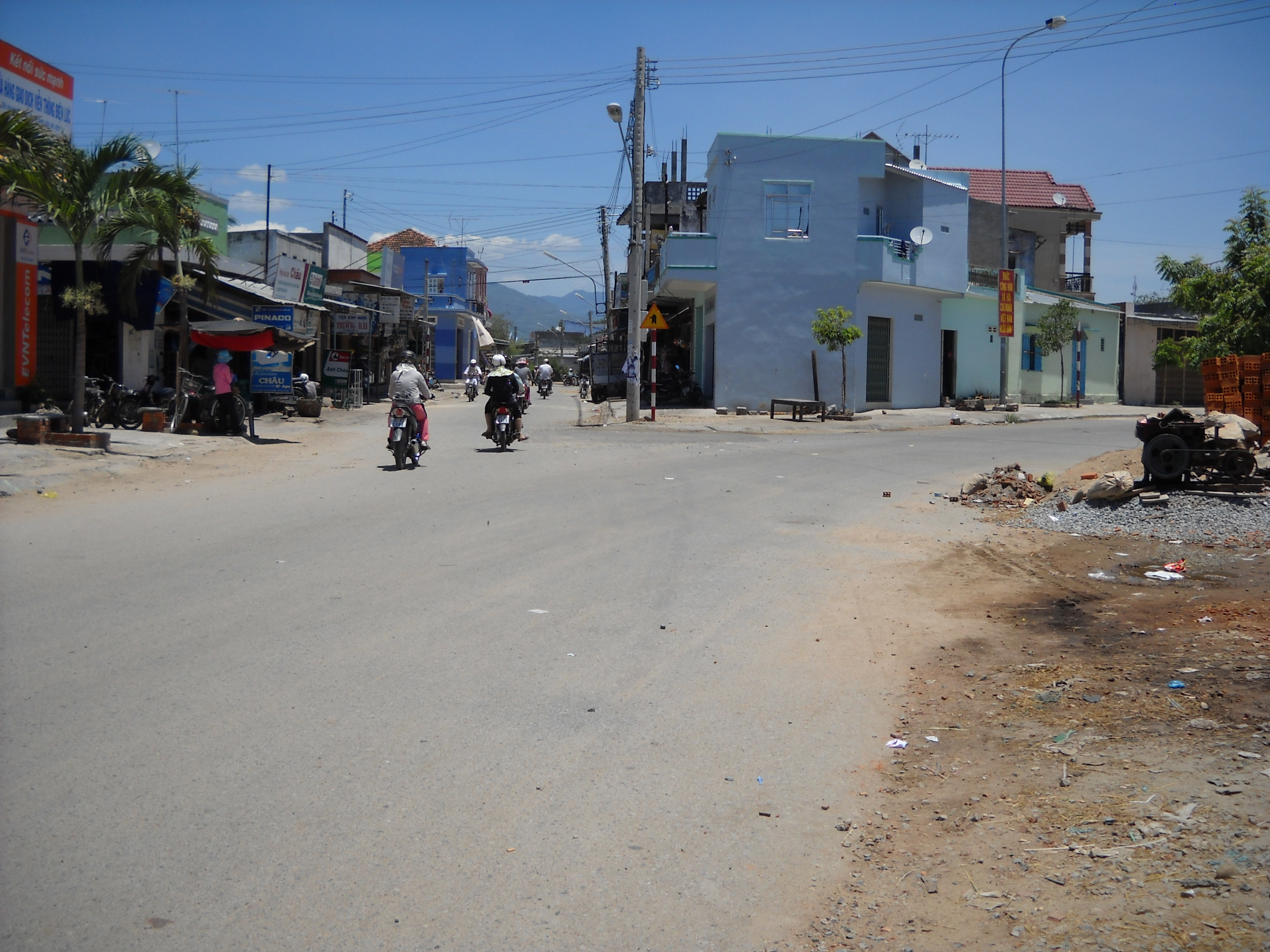

ニンフオック県（ニンフオックけん、ベトナム語：Huyện Ninh Phước / 縣寧福?）は、ベトナム社会主義共和国ニントゥアン省の県である。面積は341.95 km²、人口は132,399人（2017年）である。

## 行政区画
1市鎮8社から構成される。